# 阿雷格里港

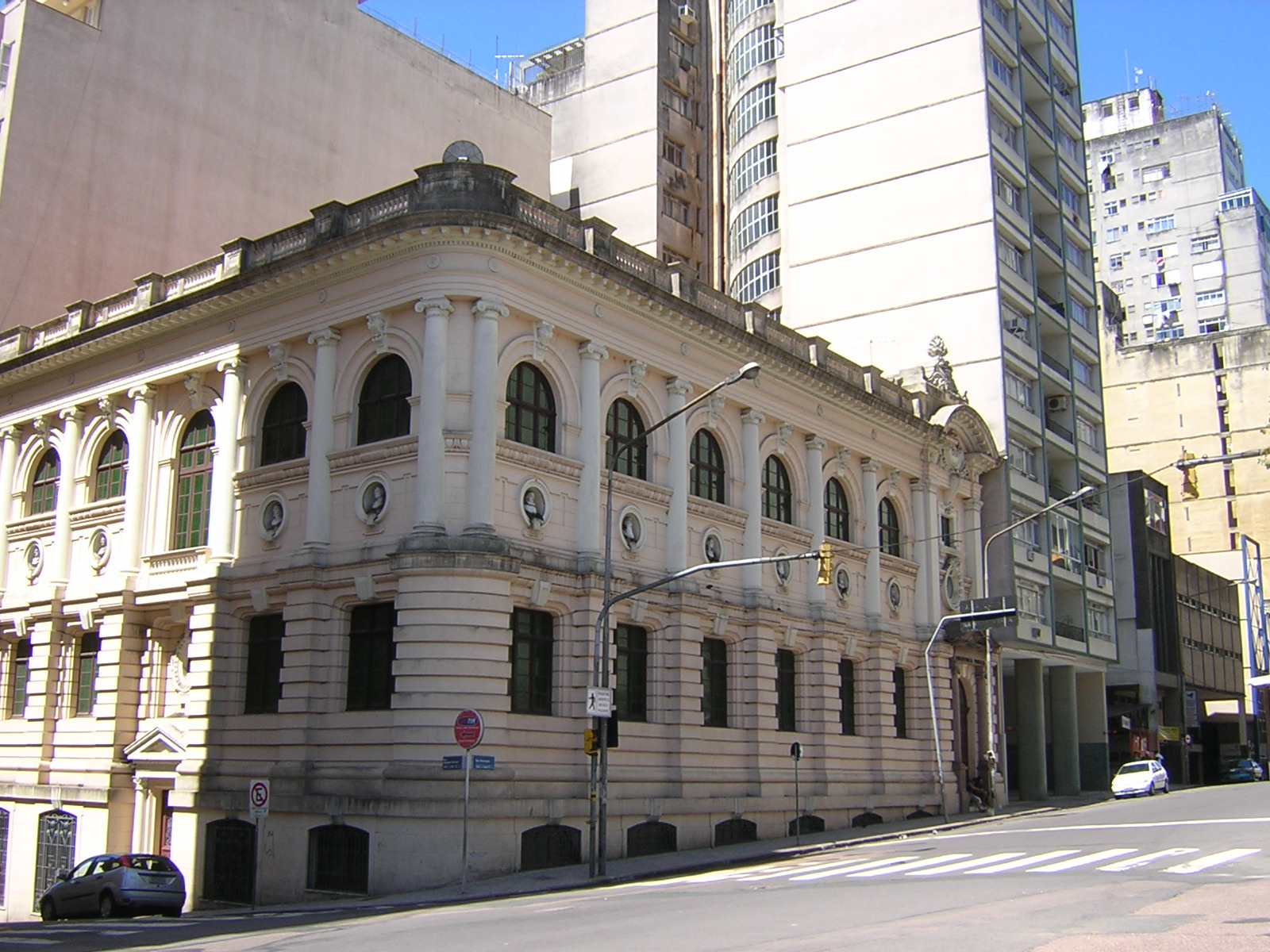
阿雷格里港公共图书馆

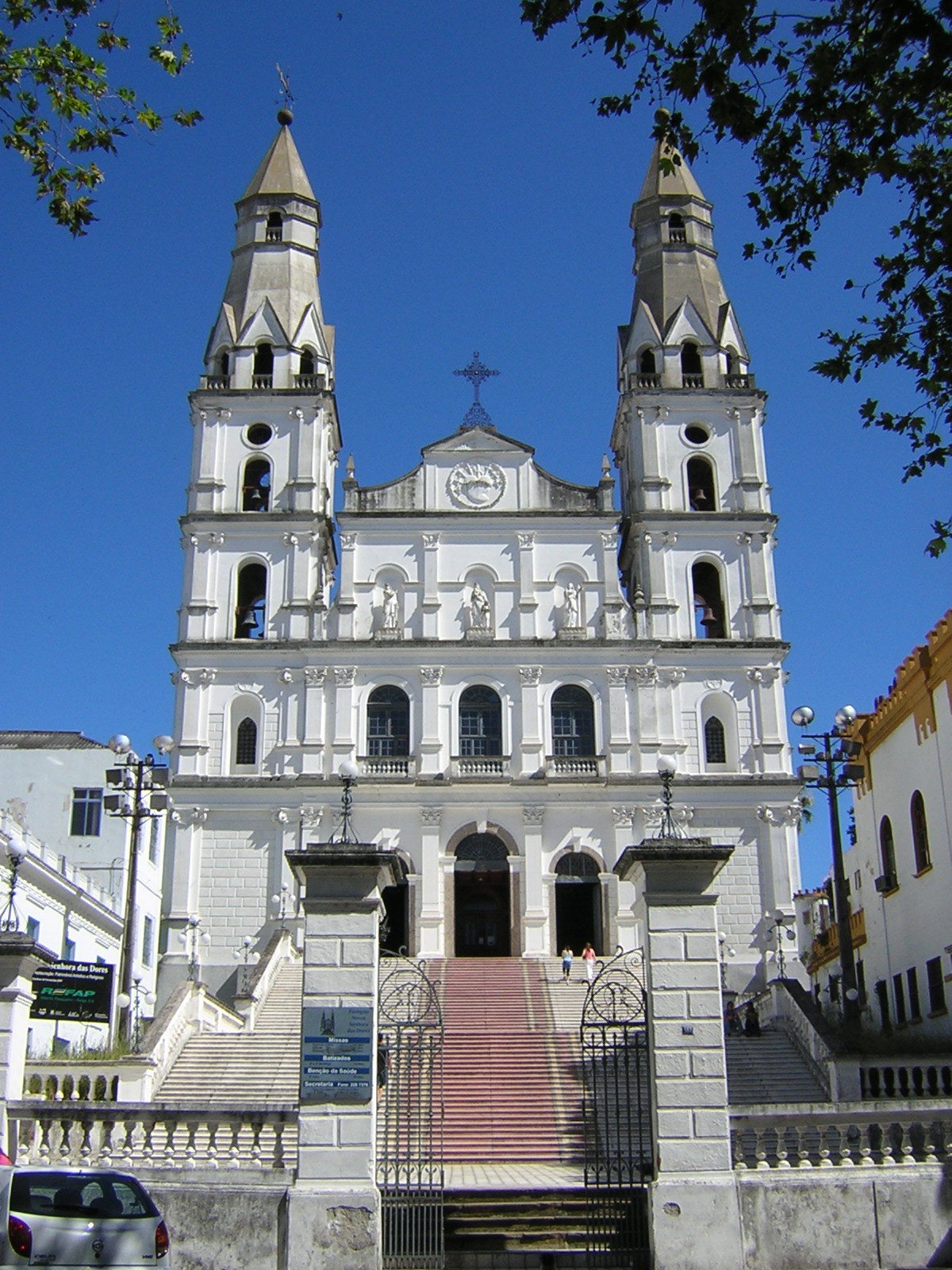
Igreja da Dores / Dores天主教教堂

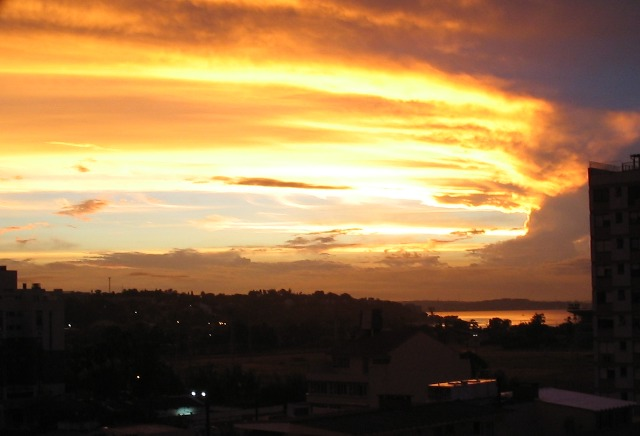
日落

阿雷格里港（葡萄牙語：Porto Alegre，葡萄牙語發音：[ˈpoʁtwaˈlɛɡɾi] ⓘ；也譯作快樂港）是巴西南部最大的城市之一，它是南大河州的首府。2004年的人口有1,416,000。
阿雷格里港市位于五条河流域的交叉处，其中包括瓜伊巴湖（Lake Guaíba）。城市源于十八世纪中期，當時亞速爾群島的移民至此開墾，城市建立於1809年。
在此之前，阿雷格里港曾属于瓜伊巴湖维亚芒的一个港口。它的舊名是Porto dos Casais（夫婦島）。許多墾荒家庭來自 Rio Grande（意為大河），當時那是個軍事要塞，現在已是南里奧格蘭德州最重要的港口。
阿雷格里港曾在1963年舉辦夏季世界大學運動會。
當地有超過七十個社區。三分之二的人口集中在Zona Norte（北面區域）。Zona Norte也是本城市經濟中樞。
氣候屬亞熱帶氣候，夏天酷熱，冬天微涼，全年濕潤。一月平均溫度為24.5 °C，七月14.3 °C，但其極端溫度紀錄是1943年的40.7°和1918年的-4.0°。很少下雪，紀錄上只有1910年、1984年及2000年下過。雷暴十分常見。
阿雷格里港是巴西南部主要的工業中心，同時是南錐共同體的重要城市。它亦是 高喬人（Gaúcho、當地原居民的俗稱）歷史和文化的中心，它以巴西烤肉和瑪黛茶（一種傳統的南美洲草本茶）著名。巴西一些重要的大學如南大河聯邦大學（UFRGS）、南大河天主教大學（PUCRS）、阿雷格里港健康與科學聯邦大學（UFCSPA），都位於該地。
Terceira Perimetral（第三環狀線）建於1999年至2006年間，是該市至今最大規模的道路工程，這是一條12公里長的道路，連接城市的南北兩區，而未通過市中心。
因其戰略性位置（它是巴西最南的大城市），阿雷格里港對遊人和商人（特別是來自南錐共同體的國家的人）來說，是南美的重要驛站。
阿雷格里港也是拉丁美洲最大而最多元化的城市，它涵融了世界各地的移民，大多數來自葡萄牙、德國、義大利、西班牙與波蘭。阿拉伯、猶太人與非洲-巴西族群也相當顯著。由於該城市的政治左翼傾向，它是世界社會論壇在2001年至2003年以及2005年間的舉辦地點。每次的參與人數估計超過十萬人。
1988年市長選舉，巴西勞工黨取得了其首次重要勝利，由奧利維奧‧杜特拉當選。
近年來，阿雷格里港因為它成為了參與式預算的先鋒，所以愈來愈有名。

## 來自阿雷格里港的名人
- （足球员）
- Elis Regina
- 吉賽兒·邦臣（超模，生于Três de Maio，在奥里宗蒂纳附近）
- Vitor Kley（歌手）